# Réserve naturelle provinciale Little Cove
La réserve naturelle provinciale Little Cove (anglais : Little Cove Provincial Nature Reserve) est une réserve naturelle de l'Ontario situé dans le comté de Bruce et adjacente au parc national de la Péninsule-Bruce. Il est situé dans la Réserve de biosphère de l'Escarpement du Niagara.